# Mistrzostwa Europy w Lekkoatletyce 1969 – rzut dyskiem kobiet

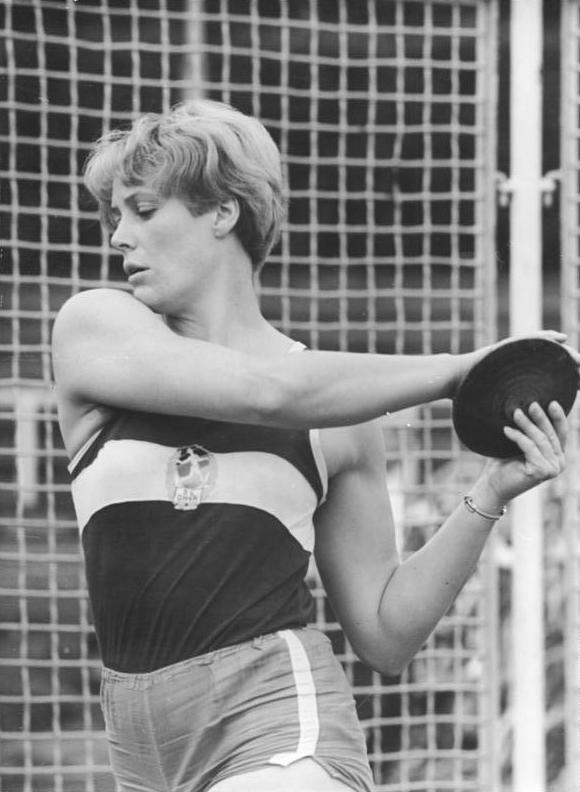
Karin Illgen

Rzut dyskiem kobiet był jedną z konkurencji rozgrywanych podczas IX Mistrzostw Europy w Atenach. Rozegrano od razu  finał 19 września 1969. Zwyciężczynią tej konkurencji została reprezentantka Związku Radzieckiego Tamara Daniłowa. W rywalizacji wzięło udział dziewięć zawodniczek z pięciu reprezentacji.

## Rekordy
| Rekord świata     | Liesel Westermann (FRG)   | 62,70 | Berlin, NRD      | 18.06.1969 |
| Rekord Europy     | Liesel Westermann (FRG)   | 62,70 | Berlin, NRD      | 18.06.1969 |
| Rekord mistrzostw | Christine Spielberg (GDR) | 57,76 | Budapeszt, Węgry | 01.09.1966 |

## Wyniki
| Miejsce | Zawodniczka       | Wynik | Uwagi |
| ------- | ----------------- | ----- | ----- |
| 1       | Tamara Daniłowa   | 59,28 | CR    |
| 2       | Ludmiła Murawjowa | 59,24 |       |
| 3       | Karin Illgen      | 58,66 |       |
| 4       | Lia Manoliu       | 57,38 |       |
| 5       | Antonina Popowa   | 56,66 |       |
| 6       | Olimpia Cataramă  | 56,62 |       |
| 7       | Gabriele Hinzmann | 52,32 |       |
| 8       | Judit Stugner     | 52,00 |       |
| 9       | Rosemary Payne    | 50,30 |       |